# 奥村直温
奥村 直温（おくむら なおはる、天保2年10月5日〈1831年11月8日〉 - 元治元年5月7日〈1864年6月10日〉）は、加賀藩年寄。加賀八家奥村分家第13代当主。
父は奥村惇叙。母は横山隆盛の娘。妻は横山隆章の娘・釥（きよ）。子は奥村篤輝。通称内膳。

## 生涯
天保2年（1831年）、加賀藩年寄奥村惇叙の子として生まれる。
弘化3年（1846年）、父惇叙の死去により、家督と1万2000石の知行を相続する。海防方主付などを務めた。文久3年（1863年）、同役の叔父奥村栄通の洋式の教練を行う同僚本多政均などへの非難を受け、藩主前田斉泰が皇国の美風を失ってはならないと説き、洋式の行進や太鼓を使った教練を禁じた。兵装に合った教練ができないと反発する長連恭、政均、直温の3人と藩主斉泰が対立、斉泰が隠居の意向を示したため、世子前田慶寧が仲裁する事態となった。
元治元年（1864年）5月7日没。享年34。家督は嫡男篤輝が相続した。